# Сајмонтон (Тексас)
Сајмонтон (енгл. Simonton) град је у америчкој савезној држави Тексас. По попису становништва из 2010. у њему је живело 814 становника.

## Демографија
Према попису становништва из 2010. у граду је живело 814 становника, што је 96 (13,4%) становника више него 2000. године.
| Група             | 2000.       | 2010.       |
| Белци             | 630 (87,7%) | 655 (80,5%) |
| Афроамериканци    | 36 (5,0%)   | 64 (7,9%)   |
| Азијати           | 2 (0,3%)    | 12 (1,5%)   |
| Хиспаноамериканци | 44 (6,1%)   | 67 (8,2%)   |
| Укупно            | 718         | 814         |